# Hydrologie de La Réunion

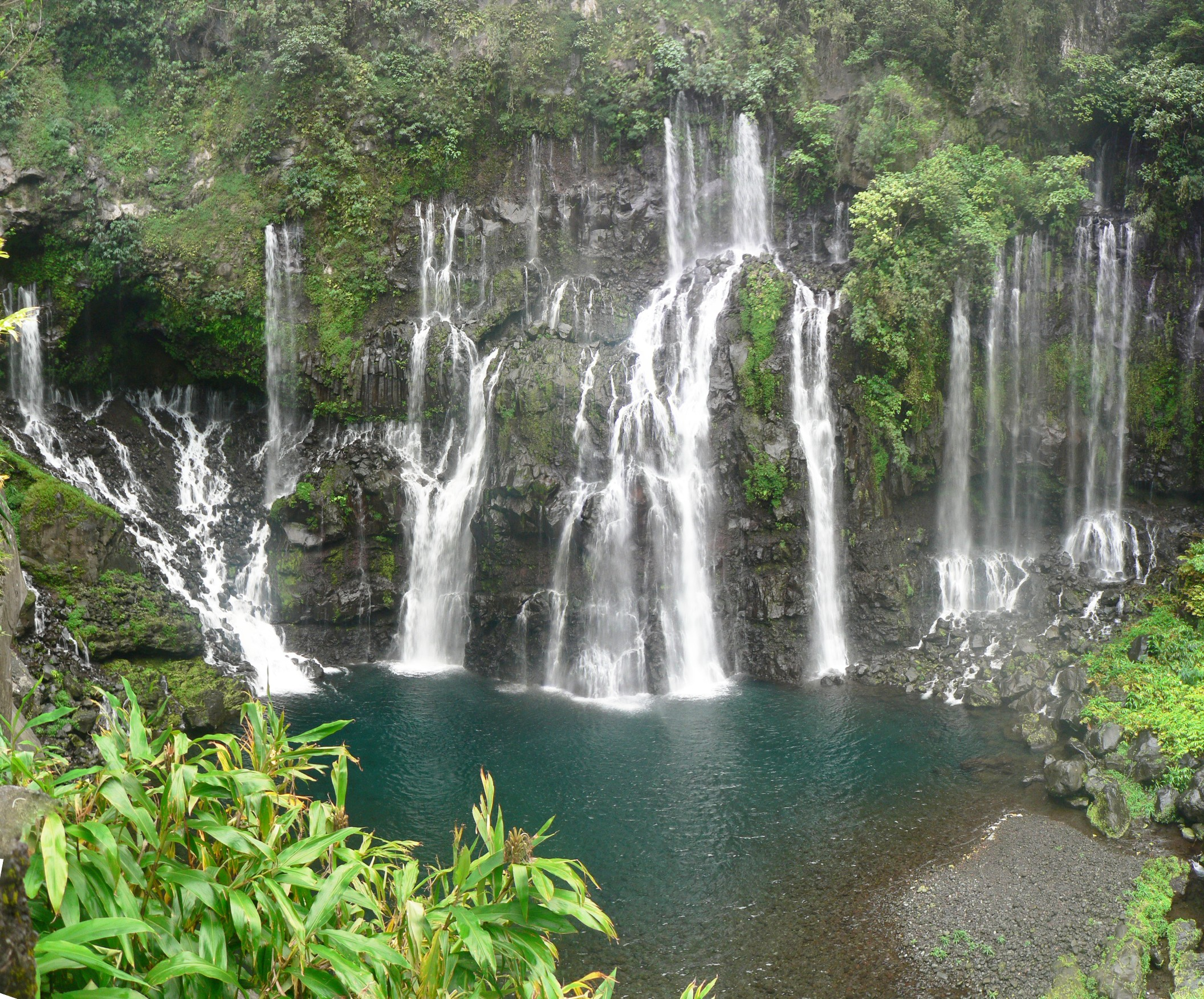
Cascades Langevin au sud de l'île.

L'hydrologie est la science qui étudie le cycle de l'eau dans son ensemble, c'est-à-dire les échanges d'eau entre le sol et l'atmosphère (précipitations et évaporation) mais aussi entre le sol et le sous-sol (eaux souterraines).
La Réunion a un système hydrologique varié. L'île connaît deux régimes pluviométriques, l'est (côte-au-vent) étant riche en cascades et verdoyant alors que l'ouest (côte-sous-le-vent) est plus sec : les hauts reliefs de l’île, massifs du Piton des Neiges (3 070,5 m) et du Piton de la Fournaise (2 632 m), sont la cause de cette dissymétrie. Les précipitations sont très importantes mais concentrées pendant la saison humide, parfois sur des périodes très courtes, ce qui vaut à l'île le record mondial de pluies sur douze heures et sur quinze jours.
Le réseau hydrographique de l'île est dense : il est composé d’innombrables torrents, appelés ravines, secs hors période de pluies, de treize rivières pérennes, de trois étangs littoraux ainsi que de plusieurs petits plans d’eau intérieurs. Il s'écoule vers l'océan Indien, réceptacle final du cycle de l'eau. La géologie complexe du sous-sol, due aux formations volcaniques, stocke aussi de l'eau appelée « eau souterraine », représentant par endroits la moitié de l'eau potable consommée.

## Volumes d'eau

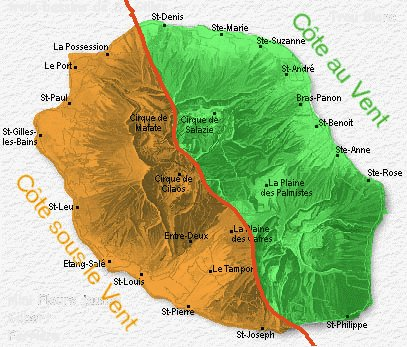
Côte au Vent et Côte sous le Vent à La Réunion.

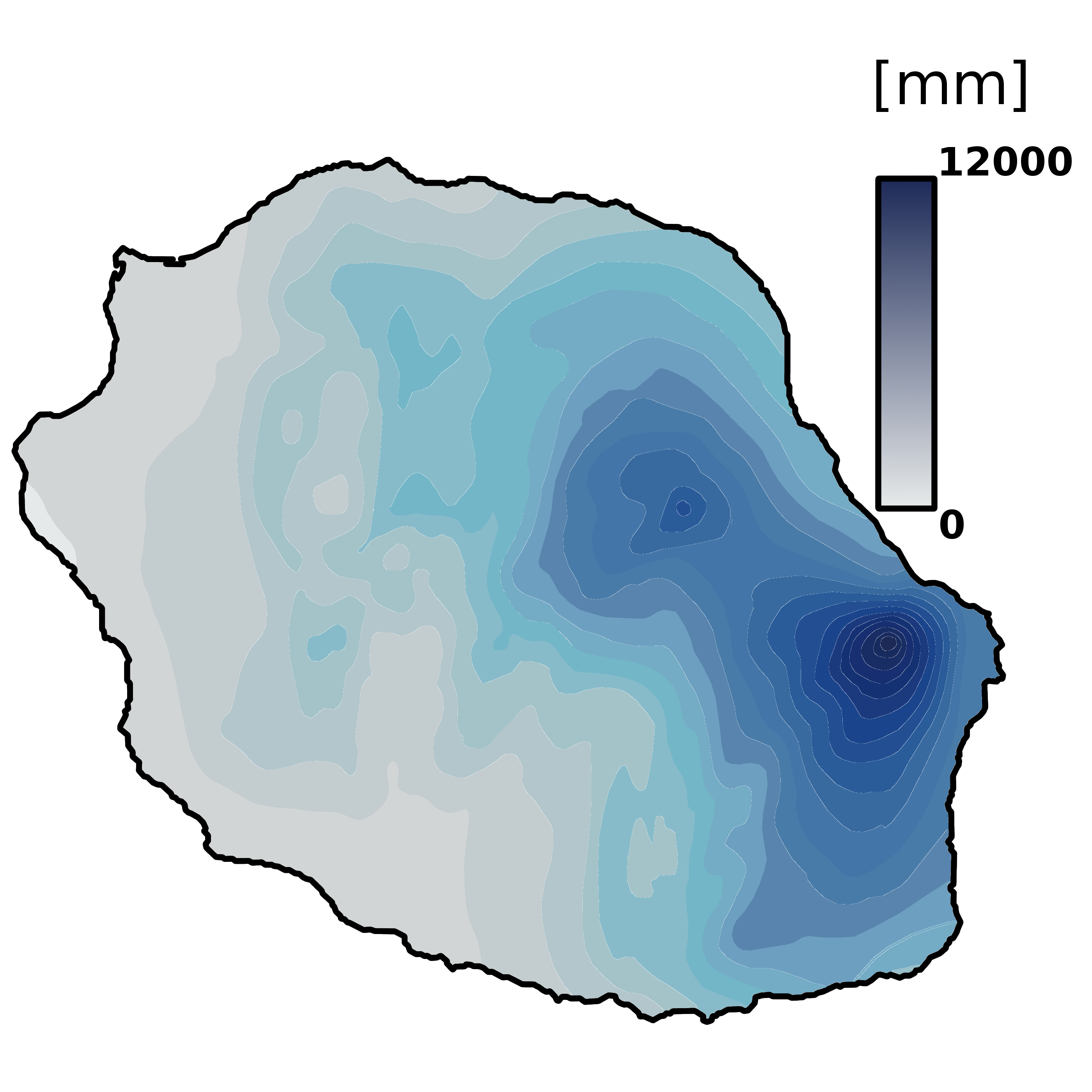
Pluviométrie annuelle moyenne à La Réunion.

Selon une étude du BRGM, la réunion percevait 7,3 milliards de mètres cubes d'eau annuellement, dont la grande majorité issue des précipitations.